# Stuck with Me
Stuck with Me è un singolo del gruppo musicale statunitense Green Day, pubblicato il 27 dicembre 1995 come secondo estratto dal quarto album in studio Insomniac.

## Descrizione
Terza traccia dell'album, il brano in origine era senza titolo e prese quello attuale a seguito di un errore nello studio di missaggio, dove venne attribuito il nome Stuck with Me a questa canzone sebbene fosse già di un'altra, che ora si chiama Do Da Da ed è su Shenanigans.

## Tracce
CD 1
1. Stuck with Me
2. When I Come Around (live)
3. Jaded (live)

CD 2
1. Stuck with Me (live)
2. Dominated Love Slave (live)
3. Chump (live)

- - (Le tracce live sono state registrate il 4 settembre 1995 al Erhus Vejby Risskov Hall, Stoccolma, Svezia)

## Formazione
- Billie Joe Armstrong – voce, chitarra
- Mike Dirnt – basso, cori
- Tré Cool – batteria

Produzione
- Rob Cavallo – produzione
- Green Day – produzione
- Kevin Army – ingegneria del suono
- Jerry Finn – missaggio
- Richard Huredia – assistenza tecnica
- Bernd Burgdorf – assistenza tecnica

## Classifiche
| Classifica (1995) | Posizione massima |
| ----------------- | ----------------- |
| Australia         | 46                |
| Nuova Zelanda     | 40                |
| Regno Unito       | 26                |